# Camp de concentration de Borgo San Dalmazzo
Le camp de concentration de Borgo San Dalmazzo près de Coni, dans le sud du Piémont en Italie, est l'un des camps mis en place par les Allemands en Italie après la signature par les Italiens de l'armistice de Cassibile avec les Alliés, le 8 septembre 1943, suivi de la prise de contrôle du territoire italien, non encore libéré par les Alliés, par les forces allemandes. Ce camp va servir à rassembler des Juifs de différentes nationalités, en attente de déportation vers les centres d'extermination nazis entre septembre 1943 et février 1944.

## Historique
L'histoire du camp de Borgo San Dalmazzo se divise en deux périodes distinctes, la première de septembre à novembre 1943, et la seconde de décembre 1943 à février 1944. 

### Septembre à novembre 1943
La ville de Coni est occupée par les troupes allemandes le 12 septembre 1943. 
Le camp est créé le 18 septembre 1943 à l'initiative des autorités d'occupation allemandes à la suite d'une décision signée par un certain capitaine SS Müller qui ordonne l'internement immédiat de tous les étrangers  présents sur le territoire. 
« Avant 18 heures aujourd'hui, tous les étrangers se trouvant sur le territoire de Borgo San Dalmazzo et des municipalités voisines doivent se présenter au siège de la Kommandantur allemande situé dans la caserne des Alpins à Borgo San Dalmazzo. Passé ce délai, tous les étrangers qui ne se seront pas présentés, pourront être immédiatement abattus. La même peine s'appliquera à ceux chez qui auront été trouvés ces étrangers. »

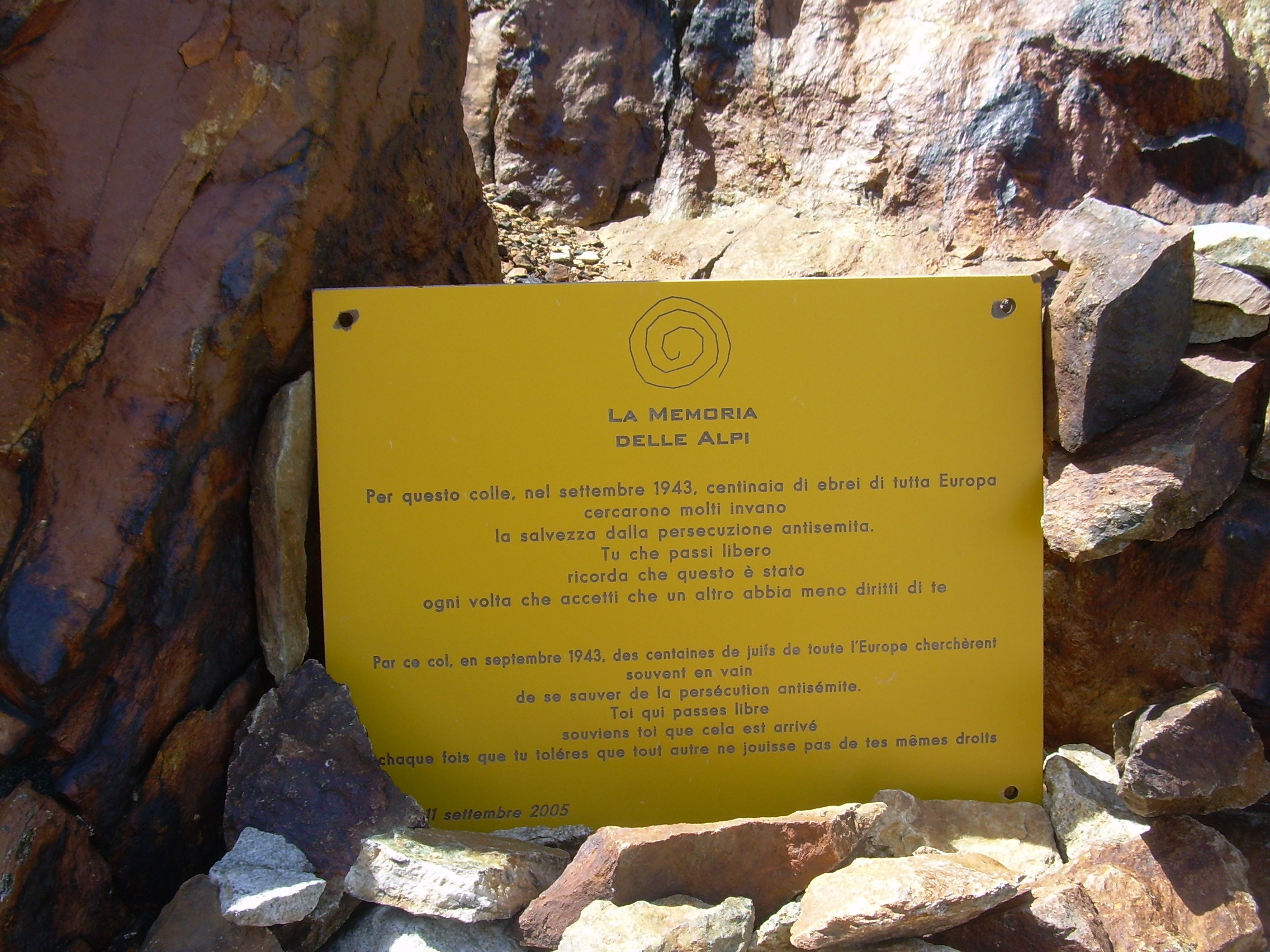
Plaque commémorative au Col de Fenestre - Texte de la plaque et photo d'Adriana Muncinelli.

Ces étrangers ne sont rien d'autre qu'un groupe d'environ 800 à 1 000 juifs qui ont quitté leur relégation forcée à Saint-Martin-Vésubie en France entre le 8 et le 13 septembre 1943 et traversé la frontière à marche forcée dans les Alpes, pour rejoindre les vallées de Valdieri et d'Entracque en passant par les cols de Fenestre (colle delle Finestre) ou du Boréon (colle delle Ciriega), à plus de 2 400 m d'altitude, dans l'espoir de trouver refuge en Italie. Ce sont des hommes, des femmes et des enfants, originaires de France, et de différents pays d'Europe, qui avaient réussi à quitter leur pays, envahi par les troupes allemandes, et à trouver refuge dans la région de Nice en zone d'occupation italienne.  
Les SS vont réussir à en capturer 349. Les autres s'échappent en s'éparpillant dans la campagne environnante ou en fuyant vers le sud de l'Italie, souvent cachés par la population locale. D'autres, avec l'aide du réseau d'assistance clandestin DELASEM (Delegazione per l'Assistenza degli Emigranti Ebrei) et l'engagement héroïque de plusieurs prêtres dont Raimondo Viale et Francesco Brondello  vont parvenir à passer en Suisse,.
En accord avec le préfet et le commissaire de la sécurité publique, les prisonniers sont enfermés dans l'ancienne caserne des Alpins de Borgo San Dalmazzo, un bâtiment délabré et abandonné depuis longtemps, mais idéalement situé, en périphérie de la ville, près de la gare ferroviaire. La ville de Borgo San Dalmazzo  se trouve à la jonction des vallées de Gesso et de Vermenagna, principaux axes de passage des juifs fuyant la France. 
En plus de ces juifs étrangers, les SS procèdent le 28 septembre à l'arrestation des juifs de la ville de Coni, mais ceux-ci seront libérés, pour des raisons encore inconnues, le 9 novembre et les jours suivants. Aussitôt libérés, ils se réfugieront dans les villages avoisinants ou rejoindront les partisans et réussiront à passer au travers les mailles de la déportation.  
Les documents du camp retrouvés après la fin de la guerre, donnent la composition des prisonniers en fonction de leur nationalité: Sur les 349 inscrits, la grande majorité sont des Polonais (119 personnes), suivis des Français (56), des Allemands (42), des Hongrois (34), des Autrichiens '25), des Belges (22). Il y a aussi des Serbes, des Slovaques, des Croates, des Grecs, des Roumains, des Russes, des Lituaniens et des Turcs.
Pendant leurs deux mois de détention dans le camp, les détenus vivent un régime de ségrégation, mais sans le niveau de violence qui a caractérisé d'autres centres similaires. Une assistance minimum est procurée par les autorités locales qui permettent la visite du rabbin auxiliaire de Turin. Même les quelques évasions réussies n'ont pas eu trop d'impact sur les conditions de vie des détenus. Les malades sont transférés à l'hôpital de Borgo San Dalmazzo, et pour les cas les plus graves à celui de Coni.
Les prisonniers vont rester  dans le camp jusqu'au 21 novembre 1943, date à laquelle ils sont chargés dans des wagons à bestiaux et envoyés à Auschwitz en passant par Nice et Drancy. Sur les 349 personnes arrêtés par les SS, quelques-uns ont réussi à s'évader, d'autres sont morts de maladie, enfin les quelques malades transférés à l'hôpital de Coni vont être cachés par le personnel soignant; par contre les 41 patients de l'hôpital de Borgo San Dalmazzo font partie du convoi. En tout, ce sont 329 prisonniers qui sont déportés et seulement 19 survivront.  
Arrivée à Drancy, la majorité est déportée à Auschwitz par le Convoi No. 64 du 7 décembre 1943. Le reste le sera, par le Convoi No. 65, du 17 décembre 1943, soit le  Convoi No. 66, du 20 janvier 1944.

### Décembre 1943 à février 1944
Après un intervalle de douze jours, l'ancienne caserne des Alpins est transformée par la République sociale italienne (dite République de Salò) en camp de concentration, en application de l'ordonnance de police numéro 5 signée par le ministre de l'intérieur Guido Buffarini Guidi,  le 30 novembre 1943. Il sert cette fois à l'internement et à la déportation des juifs italiens. La gestion du camp est entièrement entre les mains des Italiens. Un premier groupe de juifs originaires de Saluzzo, une ville à 30 km au nord de Coni, arrive le 4 décembre 1943. D'autres arriveront jusqu'au 6 février. 
C'est un total de 26 détenus, 18 femmes et 8 hommes, qui est embarqué le 15 février 1944 à la gare de Borgo San Dalmazzo vers le camp de transit de Fossoli dans la province de Modène. Ils n'y restent que quelques jours, et le 22 février,  23 d'entre eux (5 hommes et 18 femmes) sont envoyés à Auschwitz par le premier convoi en partance. Il n'y aura que deux survivants.  
Après le 15 février, le camp est officiellement et définitivement fermé. Les juifs arrêtés par la suite dans la province de Coni, sont envoyés directement à la nouvelle prison de Turin.
Pendant les deux périodes de fonctionnement du camp de Borgo San Dalmazzo, il y aura eu au total 375 déportés, 156 de sexe masculin et 219 de sexe féminin, 78 de moins de 21 ans dont 7 de moins d'un an, 26 de plus de 60 ans dont 3 de plus de 80 ans.  Il n'y aura au total que 21 survivants.

## Commémorations
La caserne reste abandonnée et oubliée pendant vingt ans. Une aile entière du bâtiment est démolie entre 1964 et 1974, pour  permettre la construction d'une nouvelle école secondaire publique. En souvenir des évènements qui se sont déroulés pendant la Seconde Guerre mondiale, une plaque commémorative est apposée près de l'entrée de l'école.  Au cours des années suivantes, le reste de l'édifice subit de profondes transformations, qui modifient complètement l'aspect original. Les seules zones encore intactes sont désormais le hall d'entrée et la cour intérieure. 
Lors de la restructuration du lieu, une des salles de réunion a été nommée du nom du père Raimondo Viale et est consacrée à la mémoire du lieu. Des panneaux d'information ainsi que des photos du camp sont exposés en permanence. 
En 1998, une plaque et une stèle commémoratives sont inaugurées sur la place devant l'école, en l'honneur de Raimondo Viale.
En 2000, la ville de Borgo San Dalmazzo reçoit la médaille d'or du mérite civil des mains du président de la République italienne, Carlo Azeglio Ciampi pour l'aide collective apportée aux Juifs persécutés. 
En 2001, Raymondo Viale est honoré du titre de Juste parmi les nations par le mémorial de Yad Vashem de Jérusalem.
Francesco Brondello reçoit le titre de Juste parmi les nations le 2 septembre 2004, lors d'une cérémonie à la synagogue de Coni.  

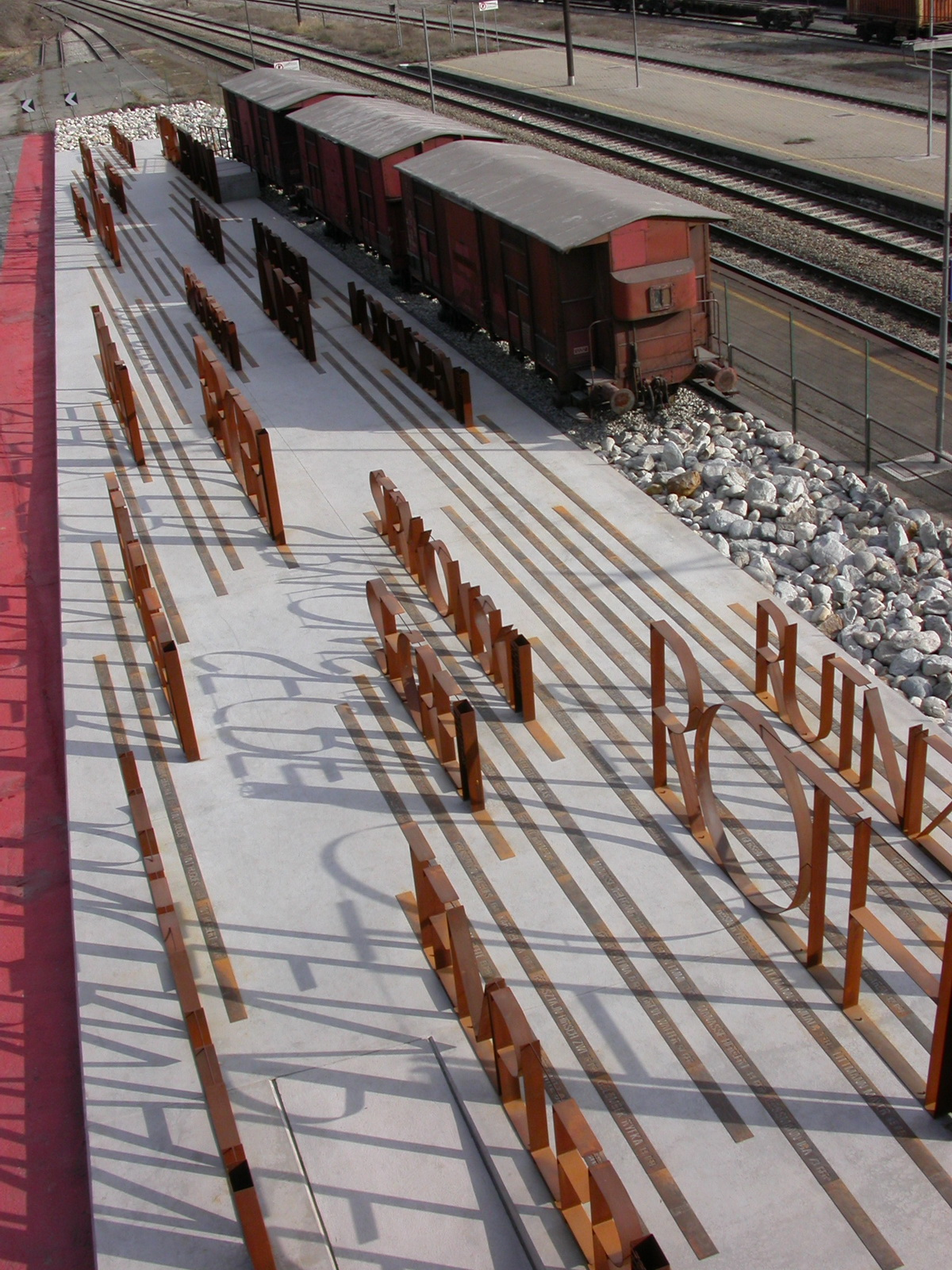
Vue d'ensemble du Mémorial de la Déportation - Photo du cabinet d'architecte Kuadra.

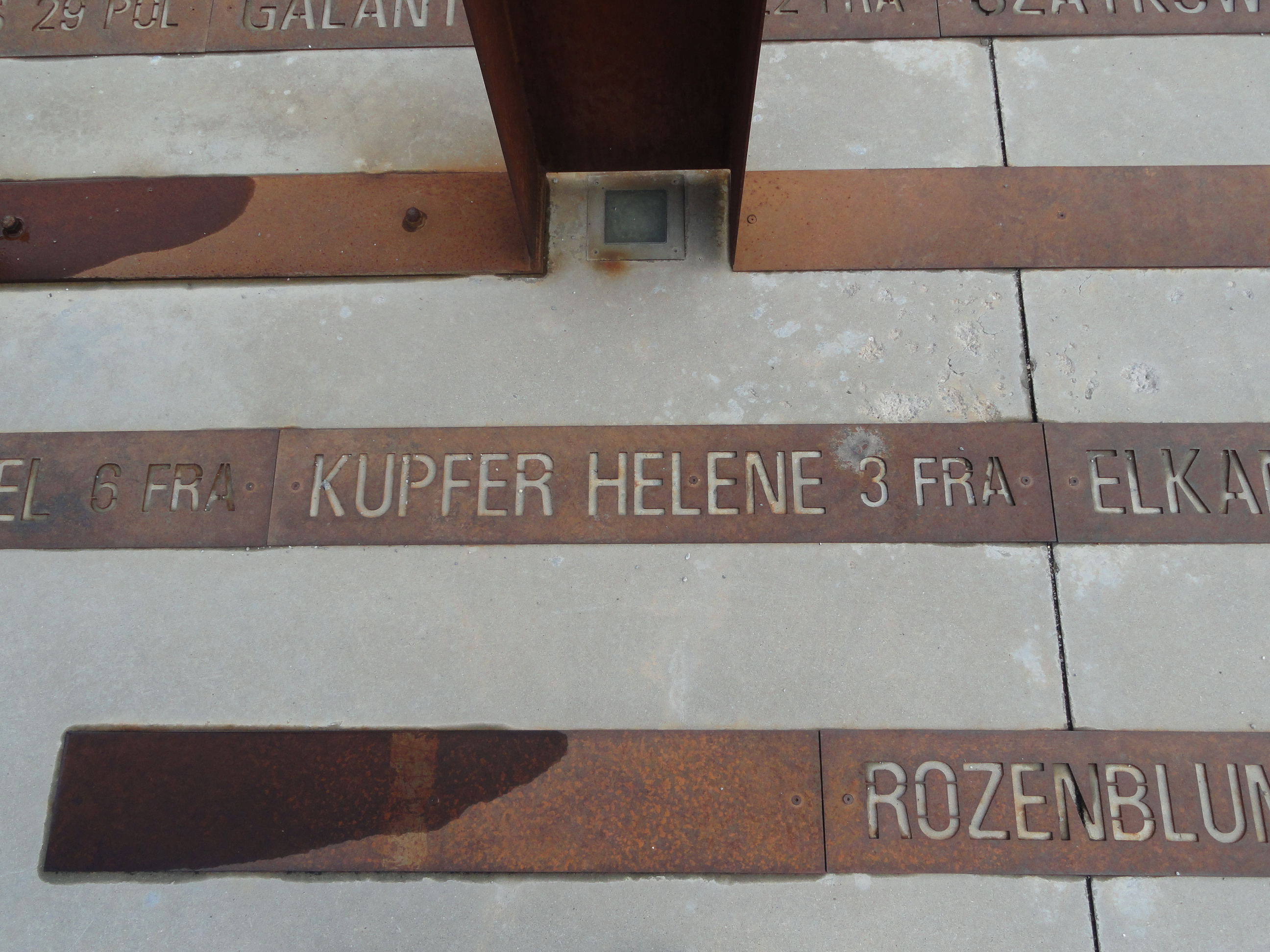
Le nom de tous les déportés assassinés par les nazis, sont inscrits sur des bandes métalliques horizontales. Ici le nom d'une petite fille de trois ans.

Un mémorial de la déportation a été inauguré à la gare ferroviaire voisine, par où étaient   embarqués les prisonniers. Ce mémorial, conçu par le cabinet d'architecture italien Kuadra, créé en 2001 par Andrea Grottaroli et Roberto Operti, se compose d'une dalle de béton où sont incrustées 335 plaques gravées avec le nom, le prénom, l'âge et le pays des prisonniers qui ne sont pas retournés des camps de concentration. Les noms sont regroupés par famille. Verticalement sur cette dalle, s'élèvent les noms des 20 survivants, écrits en immenses lettres métalliques. D'après les concepteurs, ces survivants sont symboliquement là pour veiller à ce que l'on n'oublie pas ceux qui ont disparu, et pour transmettre leur histoire afin qu'une telle tragédie ne puisse se reproduire. Derrière, trois wagons à bestiaux identiques à ceux ayant servi au transport des prisonniers, et achetés par la ville dans les années 1980, rappellent les méthodes inhumaines utilisées pour le transport des prisonniers.
À côté du mémorial se trouve un panneau explicatif en italien, anglais et français qui interpelle les passants:  
« Le Mémorial de la Déportation

Le 21 novembre 1943, sur cette place, se rassemblèrent 329 personnes: hommes, femmes et enfants. Ils furent obligés de monter dans ces wagons-marchandise et conduits dans un premier temps au Camp de Drancy, en région parisienne, et ensuite à Auschwitz. De ce rassemblement 311 moururent, seulement 18 d'entre eux revinrent vivants. C'étaient tous des Juifs, des étrangers, en fuite de France, internés depuis deux mois dans le camp de concentration implanté pas loin de cette gare. Le 15 février 1944, 26 autres Juifs furent déportés de cette gare en direction de Fossoli di Carpi, d'où ils auraient été ensuite envoyés à Auschwitz ou Buchenwald. Seulement deux personnes survécurent. Le nom des gens gravés sur ces plaques d'acier horizontales sont alignés, aujourd'hui comme hier sur cette place qui les a vus partir pour leur dernier voyage après des années de persécutions, violences et humiliations. Leurs noms sont regroupés selon leurs liens familiaux, car c'est ainsi que ces personnes montèrent dans les wagons, serrées les unes contre les autres, pour se rassurer réciproquement au moment d'affronter l'inconnu. Chaque nom est une déchirure humaine. Les noms des 20 survivants sont gravés sur les plaques d'acier verticales: témoignages vivants de leur présence. Pour chaque nom de personne, il est précisé son âge et ses origines afin d'expliquer combien de destins se sont croisés à Borgo à cause d'une persécution sans limite, due à l'absence et l'impuissance de l'Europe, qui ne sut ni ne voulut empêcher ce drame. Chaque nom de personne précise combien de destins ont été anéantis. Chaque nom est une vie brisée. Toi Passant, qui lis ces quelques phrases, approche-toi. Ce silence et ce vide, témoins de l'Histoire, te parleront: de quel Mal irréversible l'Homme est-il capable lorsqu'il est pris de folie et se croit tout puissant? »
Un programme de recherche sur la vie des déportés du camp de Borgo San Dalmazzo est actuellement  mené par l'équipe d'Adriana Muncinelli de l'"Istituto storico della Resistenza e della Società contemporanea in provincia di Cuneo" (Institut historique de la Résistance et de la société contemporaine, dans la province de Coni). Cet institut, établi par arrêté préfectoral du 14 avril 1964 à l'initiative des associations de résistants fait partie d'un réseau de plus de 60 instituts historiques répartis sur tout le territoire italien, coordonné par l'"Istituto Nazionale per la storia del Movimento di Liberazione in Italia" (Institut National de l'Histoire du Mouvement de Libération en Italie) situé à Milan.